# Meester van de Clères Femmes

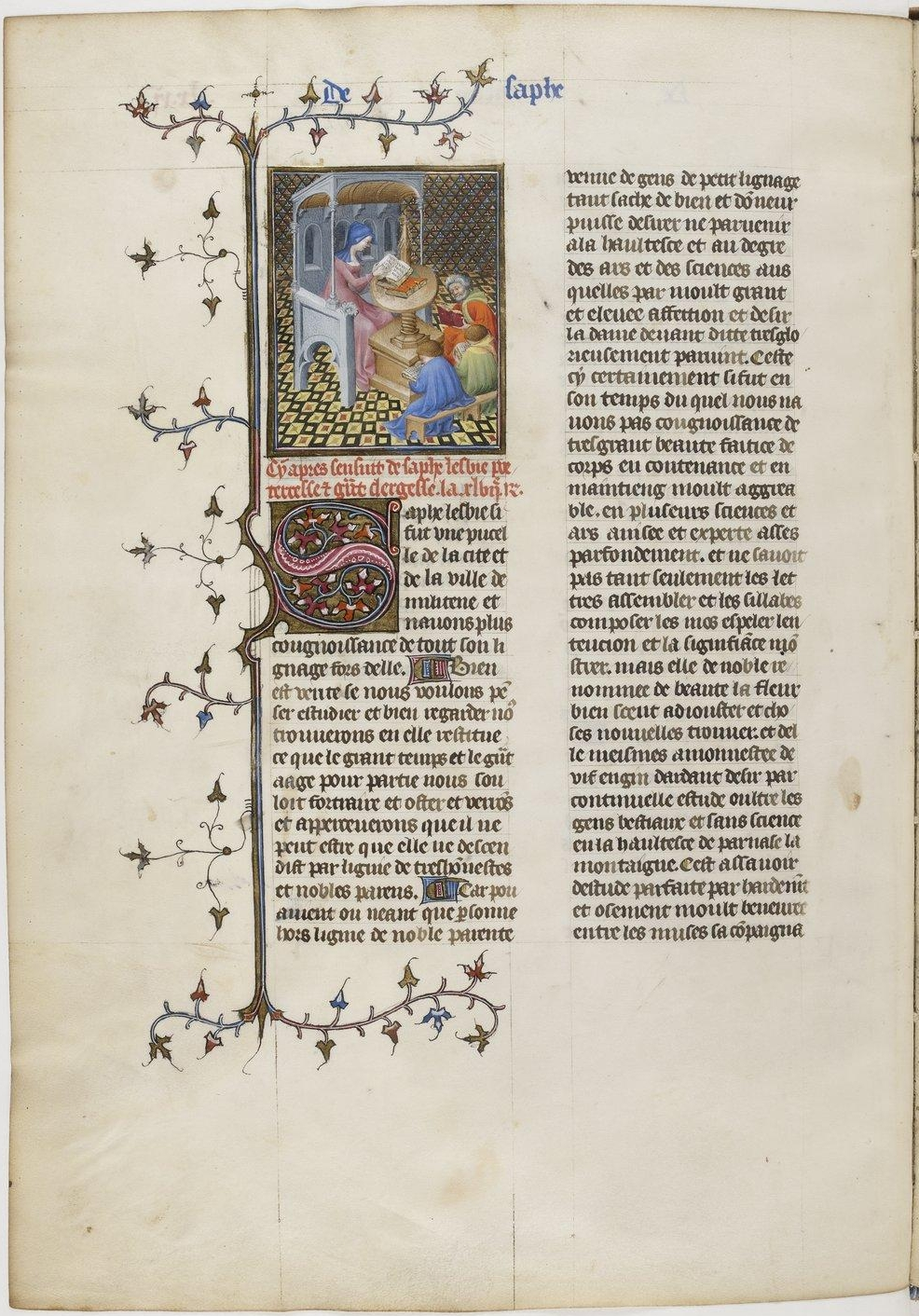
Sappho met haar leerlingen, Livre des femmes nobles et renommees, f71v, BnF, Français 598.

De Meester van de Clères Femmes is de noodnaam voor een waarschijnlijk Vlaams boekverluchter die tussen 1403 en 1415 actief was in Parijs. De noodnaam is ontleend aan een handschrift met de vertaling van Boccaccio’s De mulieribus claris, in het Frans bekend als Livre des Cleres et Nobles Femmes, dat gemaakt werd voor Jean de Berry.

## Loopbaan
Het was Millard Meiss die de noodnaam bedacht en een corpus met werken van de meester samenstelde. Hij was van oordeel dat de meester afkomstig was uit Vlaanderen en behoorde tot een groep van minstens twee miniaturisten, die Bella Martens de Meester van 1402 had genoemd. Een deel van de werken van die groep werd toegeschreven aan de Meester van de kroning van Maria, de overige aan deze Meester van de Clères Femmes, genoemd naar zijn verluchting van een vertaling van een werk van Giovanni Boccaccio dat in het Franse manuscript de titel Livre des femmes nobles et renomméees kreeg (BnF, fr. 598). Het bewuste handschrift werd in februari 1404 aan Jean de Berry geschonken door zijn kamerheer Jean de la Barre.
Er werd tegelijkertijd een tweeling-exemplaar (BnF, Français 12420) van het handschrift gemaakt door de Meester van de kroning van Maria, dat bestemd was voor Jan zonder Vrees, de hertog van Bourgondië. De iconografie van beide manuscripten ligt zeer dicht bij elkaar, wat erop wijst dat ze naar hetzelfde model werden gemaakt. Ook het manuscript dat bewaard wordt in de British Library (Royal 20C V) stamt van hetzelfde model af. De Meester van de kroning van Maria zou de leiding hebben gehad over de groep. Ze werkten vooral voor Filips de Stoute en waren misschien met hem in contact gekomen via de Rapondi’s, kooplui uit Lucca, die kantoren hadden in Brugge en Parijs, en voor Filips boeken kochten.

## Stijlkenmerken
De kunstenaar komt uit Vlaanderen zoals blijkt uit zijn realistische kijk op zijn onderwerpen, de levendige figuren, zijn palet met heldere kleuren en de verfijnde modellering van de gezichten. De meester bekommert zich weinig om de ruimtelijkheid van zijn composities, maar slaagt er wel in om zijn miniaturen een verhaal te laten vertellen. Zoals bij de Meester van de Kroning van Maria zien we ook bij deze meester het "vertalen" van het verhaal naar zijn eigen tijd. Bijvoorbeeld in de Histoire romaine brengt hij de geïllustreerde verhalen over naar zijn eigen tijdskader door het gebruik van eigentijdse kleding en omgeving. Maar ook de feiten zelf krijgen een ander accent. Zo voert hij Pierre Bersuire op, die zijn boek schenkt aan de Franse koning Jan de Goede, als schrijver van het verhaal in plaats van Titus Livius (f9r).

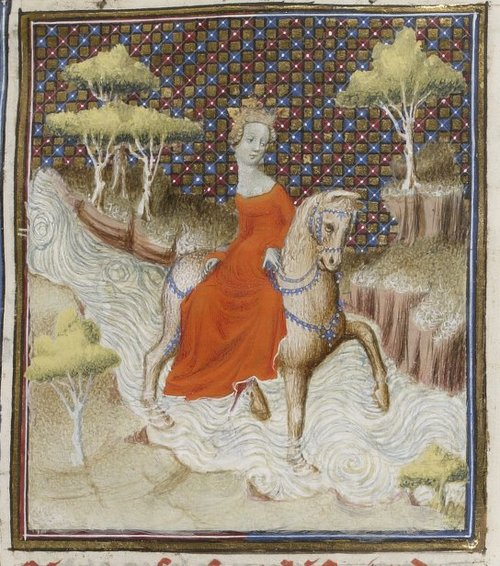
Cloelia steekt de Tiber over

## Werken

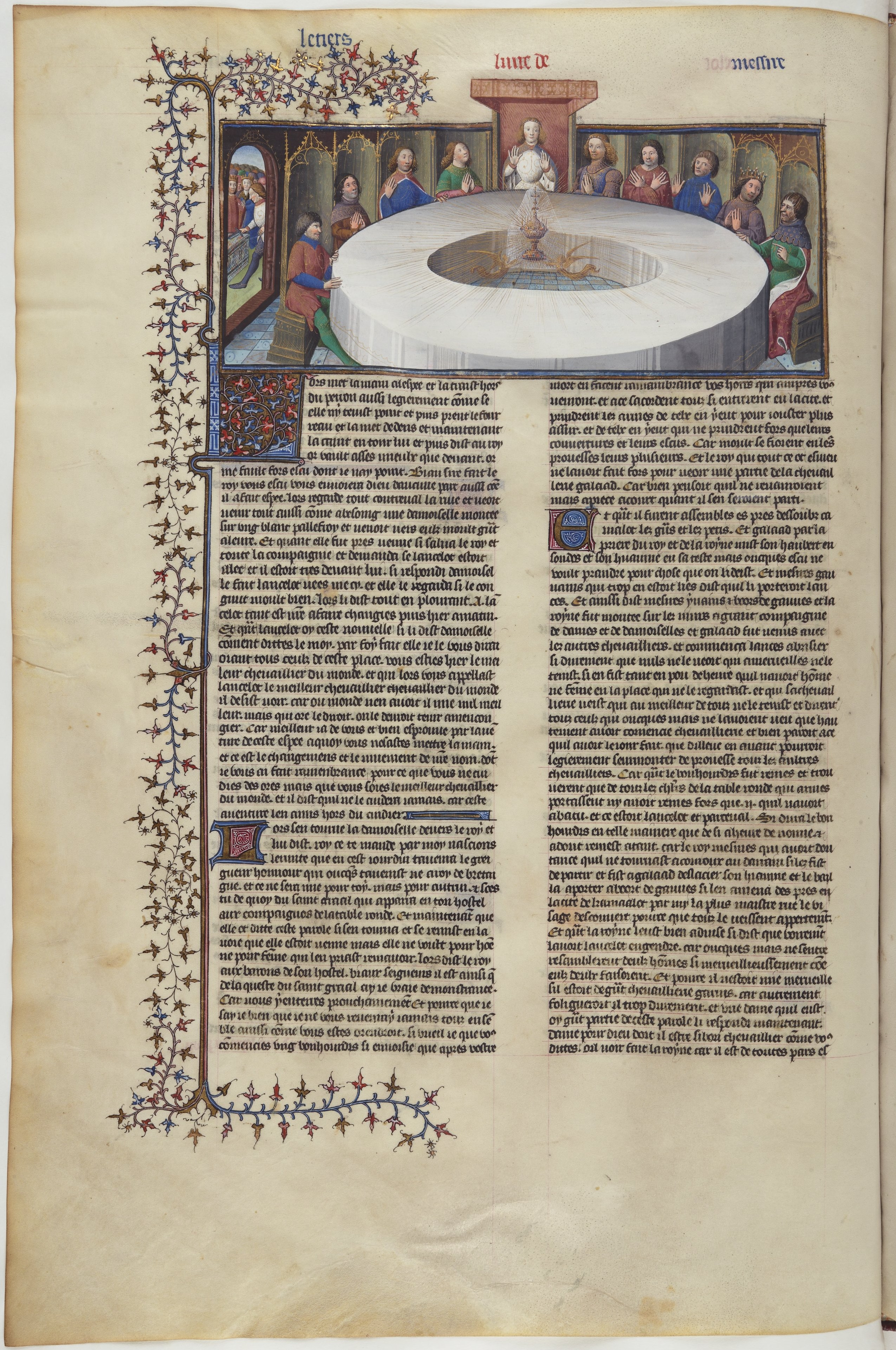
De ronde tafel, uit de Lancelot du Lac, BnF Français 120, f. 524v.

De volgende werken worden aan de meester toegeschreven:
- Des Femmes nobles et renommées van Giovanni Boccaccio, 1403, BnF, Parijs, Français 598.
- Getijdenboek van Charles le Noble, in samenwerking met de Meester van de Brusselse initialen en de Egerton-meester, ca. 1404, The Cleveland Museum of Art, 1964-40.
- Lancelot du Lac, 2 volumes in samenwerking met de Meester van de Cité des dames, ca. 1405, Bibliothèque de l'Arsenal, Parijs, Ms.3479-3480
- Lancelot du Lac, 2 volumes in samenwerking met de Meester van de Cité des dames, ca. 1405, BNF, Français 117-120[5]
- Historiebijbel voor Jean de Berry, ca. 1405, in samenwerking met de Meester van de Cité des dames en de Vergilius-meester, Bibliothèque de l'Arsenal, Ms.5057-5058.
- Histoire romaine van Titus Livius in een vertaling van Pierre Bersuire,  gemaakt voor Jean de Berry, in samenwerking met het atelier van de Bedford-meester en de Orosius-meester (f.46v.), omstreeks1405, Bibliothèque de Genève, Ms.Français 77<
- Verzameling van teksten van Cicero in het Latijn en in een Franse vertaling van Laurent de Premierfait, tussen 1405 en 1410, BnF, Lat.7789[6]
- La Cité de Dieu van Augustinus, vertaling van Raoul de Presles, omstreeks 1407, BnF, Français 172-173
- Getijdenboek, omstreeks 1407, Walters Art Museum, Baltimore (Maryland), W.209
- Getijdenboek, omstreeks 1407, Walters Art Museum, W.232
- Getijdenboek, omstreeks 1410, Walters Art Museum, W.265
- Pro Marcello en De Senectute van Cicero, omstreeks 1410, Biblioteca Trivulziana, Milaan, Ms.693
- Histoire romaine van Titus Livius vertaald door Pierre Bersuire, in samenwerking met de Meester van de Cité des dames, omstreeks 1410, Koninklijke Bibliotheek van België, Brussel, Ms.9049-9050
- Livre de Messire Bertrant du Guesclin van Cuvelier, in proza, een miniatuur, omstreeks 1410, Koninklijke Bibliotheek van België, Ms.10230
- Getijdenboek, in samenwerking met de Luçon-meester, omstreeks 1410-1412, Staatsbibliothek zu Berlin, Ms Theol. Lat.Qu.7
- Des Femmes nobles et renommées van Giovanni Boccaccio, omstreeks 1410-1415, Koninklijke Bibliotheek van België, Ms.9509
- Romans de la table ronde et de la quete du Saint Graal, omstreeks 1410-1420, Österreichische Nationalbibliothek, Wenen, Cod.2537[7]
- Historiebijbel van Guyart des Moulins, 2 volumes uit het bezit van Karel VI van Frankrijk, in samenwerking met de  Vergilius-meester, de meester van de Cité des dames (f.132) et meester van bedevaarten van 1393, omstreeks 1414-1415, Koninklijke Bibliotheek van België, Ms.9001-9002
- Historiebijbel van Guyart des Moulins, 2 volumes in samenwerking met het atelier van de Vergilius-meester, de Meester van de Cité des dames en de Meester van de getijden van Marguerite de Clisson, omstreeks 1415, Koninklijke Bibliotheek van België, Ms.9024-9025